# Calimesa

Położenie Calimesy w hrabstwie Riverside

Calimesa – miasto w Stanach Zjednoczonych położone w północno-zachodniej części hrabstwa Riverside w Kalifornii. Liczba mieszkańców 7,139 (2000).

## Położenie
Calimesa leży w obszarze metropolitalnym Los Angeles oraz w regionie Inland Empire. Znajduje się ok. 115 km na wschód od Los Angeles i ok. 30 km na wschód od stolicy hrabstwa, miasta Riverside.
Prawa miejskie od 1990 roku.